# مسلة بازارجيك

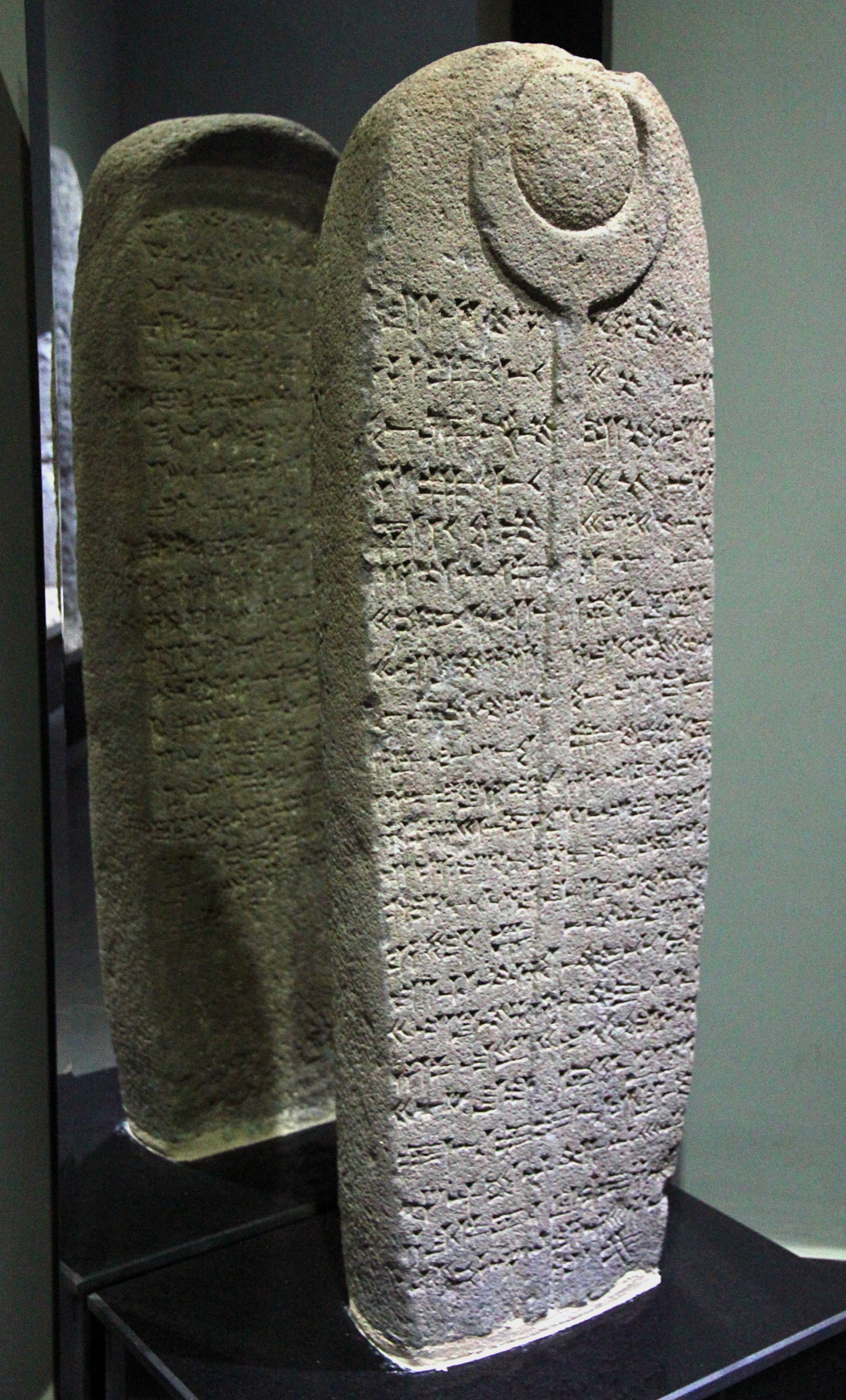
مسلة بازارجيك

مسلة بازارجيك هي نصب آشوري كان بمثابة حجر حدود نصبه ملوك آشوريون لترسيم الحدود بين مملكتي كوموه وجرجوم .  وقد تم نقش وجه وظهر المسلة باللغة الأكادية في أوقات مختلفة.
في عام 805 قبل الميلاد، كما ورد في مسلة بازارجيك، طلب ملك كوموه شوبيلوليما Ušpilulume مساعدة الملك الآشوري أداد نيراري الثالث ضد تحالف من ثمانية ملوك بقيادة اتارشومكي Ataršumki من أرفاد. يبدو أن آد نيراري سافر مع والدته شامورامات، وهزم التحالف في باقرهوبونا Paqarhubuna، وأنشأ الحدود بين كوموه وجرجوم في بازارجيك.
في عام 773 قبل الميلاد، أعيد تأسيس الحدود نفسها من قبل الجنرال الأشوري (تورتانو turtanu ) شمشي إيلو Šamši-ilu بالنيابة عن الملك الآشوري شلمنصر الرابع.